# Muara
För andra betydelser, se Muara (olika betydelser).
Muara är en stad i Brunei som innehåller landets enda djupvattenshamn. Muara är malajiska för estuarium.

## Placering

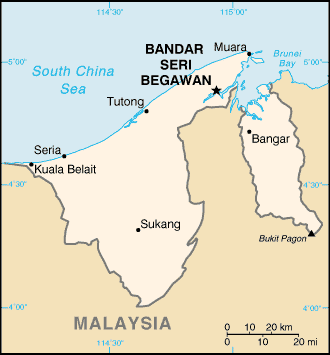
Karta över Brunei

Muara eller Pekan Muarka är belägen i distriktet Serasa på den allra östligaste spetsen i västra Brunei. Muara är även namnet på distriktet staden ligger i, Brunei-Muara-distriktet. Norr om staden ligger Sydkinesiska havet, söder om staden Bruneiska viken och på andra sidan viken, Pulau Muara Besar. Till öster, på handra sidan en människobyggd kanal finns resterna av Tanjung Pelumpong (eller Kap Pelumpong) som nu är en ö. Serasa ligger sydväst om staden. 

## Olja och bensin
I Muara ligger två råoljeanläggningar tillhörandes Shell.

## Turistattraktioner
Den huvudsakliga turistattraktionen i Muara är Muara beach tillsammans med Sydkinesiska havet. Stranden är runt 1,5 kilometer lång och består av klar vit sand. Det finns picknickområden, lekplatser, restauranger, omklädesrum med mera utefter stranden.

## Infrastruktur

### Vägar
Jalan Muara är huvudvägen som passerar hela staden. Dess start ligger i Berakas nära Bruneis internationella flygplats och slutar vid den konstgjorda tunneln till Tanjong Pelumpong. Den sammanbinder Muara med huvudstaden Bandar Seri Begawan. Motorvägen mellan Muara och Tutong börjar i staden. Bussarna i staden är lila. Vägnummer 33, 37, 38 och 39 sammanbinder Muara med Serasa samt resten av landet.

## Järnväg
Det finns inga järnvägar i Muara. En järnväg för att transportera bruten kol användes förr i tiden.